# Japonska umetnost
Japonska umetnost pokriva široko paleto umetniških slogov in medijev, vključno starodavno keramiko, kiparstvo, slikanje s črnilom in kaligrafijo na svili in papirju, slike ukijo-e in lesorezno grafiko, origami ter nedavno mango in anime. Ima dolgo zgodovino, ki sega od začetkov človeškega prebivanja na Japonskem otočju, nekje v 10. tisočletju pred našim štetjem, do današnje države.
Japonska je bila podvržena nenadnim vpadom novih idej, ki so jim sledila dolga obdobja minimalnega stika z zunanjim svetom. Sčasoma so Japonci razvili sposobnost absorbiranja, posnemanja in končno asimilacije tistih elementov tuje kulture, ki so dopolnjevali njihove estetske preference. Najzgodnejša kompleksna umetnost na Japonskem je nastala v 7. in 8. stoletju v povezavi z budizmom. V 9. stoletju, ko so se Japonci začeli obračati stran od Kitajske in razvijati avtohtone oblike izražanja, je posvetna umetnost postala vse pomembnejša; do poznega 15. stoletja sta cveteli tako verska kot posvetna umetnost. Po vojni Ōnin (1467–1477) je Japonska vstopila v obdobje politične, družbene in gospodarske motnje, ki je trajala več kot stoletje. V državi, ki je nastala pod vodstvom šogunata Tokugava, je imela organizirana vera veliko manj pomembno vlogo v življenju ljudi, umetnost, ki je preživela, pa je bila predvsem posvetna. V obdobju Meidži (1868-1912) je prišlo do nenadnega pritoka zahodnih slogov, ki so še naprej pomembni.
Slikanje je najprimernejši umetniški izraz na Japonskem, z njim se ukvarjajo tako amaterji kot profesionalci. Vse do sodobnega časa so Japonci pisali s čopičem in ne s peresom, zato so zaradi poznavanja tehnik čopiča še posebej občutljivi na vrednote in estetiko slikanja. Z vzponom popularne kulture v obdobju Edo je slog lesenih odtisov postal glavna oblika in njegove tehnike so bile natančno prilagojene za ustvarjanje barvitih grafik. Japoncem se je v tem obdobju kiparstvo zdelo veliko manj naklonjen medij za umetniško izražanje; večina velikih japonskih kipov je povezana z religijo, uporaba medija pa je upadla z zmanjševanjem pomena tradicionalnega budizma.
Japonska keramika je med najboljšimi na svetu in vključuje najzgodnejše znane japonske artefakte; japonski izvozni porcelan je bil na različnih točkah pomembna industrija. Japonski lakirani izdelki so tudi ena vodilnih svetovnih umetnosti in obrti, in dela, čudovito okrašena z maki-e, so bila izvožena v Evropo in na Kitajsko ter ostala pomemben izvoz do 19. stoletja.
V arhitekturi so japonske preference do naravnih materialov in interakcije notranjega in zunanjega prostora jasno izražene.

## Zgodovina japonske umetnosti

### Umetnost obdobja Džōmon
Prvi naseljenci Japonskega otočja so bili ljudstvo Džōmon (pribl. 10.500 – ok. 300 pr. n. št.), poimenovano po oznakah vrvi, ki so krasile površine njihovih glinenih posod, bili so nomadski lovci-nabiralci, ki so se kasneje ukvarjali z organiziranim poljedelstvom in gradili mesta s sto, če ne tisoč prebivalci. Gradili so preproste hiše iz lesa in slame, vstavljene v plitve zemeljske jame, da bi zagotovili toploto iz zemlje. Izdelovali so razkošno okrašene lončene posode za shranjevanje, glinene figurice, imenovane dogū in kristalne dragulje.

#### Zgodnje obdobje
V zgodnjem obdobju Džōmon (5000–2500 pr. n. št.) so začeli odkrivati vasi in običajne vsakdanje predmete, kot so keramični lonci za vrelo vodo. Lonci so imeli ravno dno in izdelane oblike iz materialov, kot je bambus. Poleg tega so bile še ena pomembna najdba zgodnje figurice Džōmon, ki so bile morda uporabljene kot predmeti plodnosti zaradi prsi in širokih bokov.

#### Srednje obdobje
Srednje obdobje Džōmon (2500-1500 pr. n. št.) je bilo v mnogih pogledih v nasprotju z zgodnjim obdobjem Džōmon. Ti ljudje so postali manj nomadski in so se začeli naseljevati v vaseh. Ustvarili so uporabna orodja, s katerimi so lahko predelali hrano, ki so jo nabrali in lovili, kar jim je olajšalo življenje. Skozi številne estetsko prijetne keramike, ki so jih našli v tem časovnem obdobju, je očitno, da so imeli ti ljudje stabilno gospodarstvo in več prostega časa za ustvarjanje čudovitih predmetov. Poleg tega so se ljudje srednjega obdobja Džōmon razlikovali od svojih predhodnikov, ker so razvili posode glede na njihovo funkcijo, na primer izdelovali so lonce za shranjevanje predmetov. Okraski na teh posodah so postali bolj realistični v primerjavi z zgodnjo keramiko Džōmon. Na splošno se produkcija del v tem obdobju ni le povečala, ampak so jih ti posamezniki naredili bolj dekorativno in naturalistično.

#### Pozno obdobje in konec
V poznem in končnem obdobju Džōmon (1500–300 pr. n. št.) se je vreme začelo hladiti, zaradi česar so se morali umakniti z gora. Glavni vir hrane v tem času so bile ribe, zaradi česar so izboljšali svoje ribiške zaloge in orodje. Ta napredek je bil v tem času zelo pomemben dosežek. Poleg tega se je močno povečalo število posod. Čeprav so bile med poznim in zadnjim obdobjem Džōmon najdene različne posode, so bili ti kosi najdeni poškodovani, kar lahko nakazuje, da so jih uporabljali za obrede. Poleg tega so našli tudi figurine, ki so bile značilne po mesnatih telesih in očeh, podobnih očalom.
Dogū figurine
Dogū (»zemeljska figura«) so majhne humanoidne in živalske figurice, narejene v poznejšem delu obdobja Džōmon. Izdelovali so jih po vsej Japonski, razen Okinave. Nekateri učenjaki teoretizirajo, da so dogū izdelovali kot podobe ljudi, ki so izražale nekakšno sočutno magijo. Dogū so narejene iz gline in so majhne, običajno visoke od 10 do 30 cm. Zdi se, da je večina figurin oblikovanih kot ženske in imajo velike oči, ozek pas in široke boke. Mnogi jih imajo za predstavnice boginj. Mnoge imajo velike trebuhe, povezane z nosečnostjo, kar nakazuje, da so jih Džomon morda imeli za boginje matere.

### Umetnost obdobja Jajoi
Naslednji val priseljencev je bilo ljudstvo Jajoi, imenovano po okrožju v Tokiu, kjer so bili najprej najdeni ostanki njihovih naselij. Ti ljudje, ki so na Japonsko prispeli okoli leta 300 pr. n. št. [7], so prinesli svoje znanje o gojenju riža v mokriščih, izdelavi bakrenega orožja in bronastih zvonov (dōtaku) ter keramike, ki jo žgejo v peči.
- Zvon dōtaku iz obdobja Jajoi, 3. stoletje n. št.
- Bronasto ogledalo, izkopano v Cubai-ocukajama kofun, Jamaširo, Kjoto
- Karmaični kozarec iz obdobja Jajoi
- Različna obredna keramika Jajoi iz mesta Jošinogari
- Jajoi kozarec za shranjevanje iz 500 pr. n. št. do 200 n. št.

### Umetnost obdobja Kofun
Tretja stopnja v japonski prazgodovini, obdobje Kofun (okoli 300–710 n. š.), predstavlja modifikacijo kulture Jajoi, ki jo je mogoče pripisati bodisi notranjemu razvoju bodisi zunanjim silam. To obdobje je najbolj opazno po svoji grobniški kulturi in drugih artefaktih, kot so bronasta ogledala in glinene skulpture, imenovane haniva, ki so bile postavljene zunaj teh grobnic. Skozi obdobje Kofun so se značilnosti teh grobnic razvile od manjših grobnic, postavljenih na vrhovih hribov in grebenov, do veliko večjih grobnic, zgrajenih na ravnem. Največja grobnica na Japonskem, grobnica cesarja Nintokuja, hrani 46 grobov in ima obliko ključavnice, posebno značilnost kasnejših grobnic Kofun.

### Asuka in Nara umetnost
V obdobjih Asuka in Nara, imenovanih tako, ker je bil sedež japonske vlade v dolini Asuka od leta 542 do 645 in v mestu Nara do leta 784, je na Japonsko prišlo do prvega pomembnega pritoka celinske azijske kulture.
Prenos budizma je bil prvi zagon za stike med Kitajsko in Japonsko. Japonci so prepoznali vidike kitajske kulture, ki bi jih lahko koristno vključili v svojo: sistem za pretvorbo idej in zvokov v pisavo, zgodovinopisje, kompleksne teorije vlade, kot je učinkovita birokracija in, kar je najpomembneje za umetnost, nove tehnologije, nove gradbene tehnike, naprednejše metode vlivanja v bron ter nove tehnike in mediji za slikanje.
V 7. in 8. stoletju pa je bil glavni poudarek v stikih med Japonsko in azijsko celino razvoj budizma. Vsi učenjaki se ne strinjajo o pomembnih datumih in ustreznih imenih za različna časovna obdobja med letom 552, uradnim datumom uvedbe budizma na Japonsko in letom 784, ko je bila japonska prestolnica prenesena iz Nare. Najpogostejše oznake so obdobje Suiko, 552–645; obdobje Hakuhō, 645–710, in obdobje Tenpyō, 710–784.
- Pagoda in kondō v Horju-dži, 8. stoletje
- Hokedō v Todai-dži, 8. stoletje

Najzgodnejše japonske skulpture Buda so datirane v 6. in 7. stoletje. Navsezadnje izhajajo iz grško-budistične umetnosti Gandare od 1. do 3. stoletja našega štetja, za katero so značilni tekoči vzorci oblek in realistično upodabljanje, na katerem so bile nadgrajene kitajske umetniške značilnosti. Potem ko se je kitajska budistična umetnost severnega Wei infiltrirala na Korejski polotok, so budistične ikone na Japonsko prinesle različne priseljenske skupine. Zlasti polsedeča Maitrejeva oblika je bila prilagojena visoko razvitemu starogrškemu umetniškemu slogu, ki se je prenesel na Japonsko, kar dokazujeta kipa Kōrjū-dži Miroku Bosacu in Čūgū-dži Sidarta. Številni zgodovinarji prikazujejo Korejo zgolj kot prenašalko budizma. Tri kraljestva, zlasti Baekje, so bila ključna kot dejavna akterja pri uvajanju in oblikovanju budistične tradicije na Japonskem leta 538 ali 552. Ponazarjajo končno točko prenosa umetnosti po Svilni poti v prvih nekaj stoletjih našega štetja. Druge primere je mogoče najti v razvoju ikonografije japonskega boga vetra Fūdžin, varuhov Niō in skoraj klasičnih cvetličnih vzorcev v okrasju templjev.
Najzgodnejše budistične stavbe, ki so še vedno ohranjene na Japonskem in najstarejše lesene stavbe na Daljnem vzhodu najdemo v Hōrjū-dži jugozahodno od Nare. Prvič je bil zgrajen v zgodnjem 7. stoletju kot zasebni tempelj prestolonaslednika Šōtokuja in je sestavljen iz 41 neodvisnih stavb. Najpomembnejši, glavna bogoslužna dvorana ali kondō (zlata dvorana) in Godžū-no-tō (petnadstropna pagoda), stojita v središču odprtega prostora, obdanega s pokritim križnim hodnikom. Kondō, v slogu kitajskih bogoslužnih dvoran, je dvonadstropna konstrukcija iz stebrov in tramov, ki jo pokriva irimoja ali dvokapna streha iz keramičnih ploščic.
Znotraj kondōja so na veliki pravokotni ploščadi nekatere najpomembnejše skulpture tega obdobja. Osrednja podoba je Šaka Trojica (623), zgodovinski Buda, obkrožen z dvema bodhisatvama, kip, ki ga je v bron ulil kipar Tori Busši (v začetku 7. stoletja) v poklon nedavno preminulemu princu Šōtokuju. Na štirih vogalih ploščadi so kralji varuhi štirih smeri, izrezljani v les okoli leta 650. V Hōrjū-dži je tudi svetišče Tamamuši (Chrysochroa fulgidissima), lesena replika kondoja, ki je postavljeno na visoko leseno podlago, ki je okrašena s figuralnimi poslikavami, izvedenimi v mediju mineralnih pigmentov, pomešanih z lakom.
Gradnja templja v 8. stoletju je bila osredotočena na Todai-dži v Nari. Tōdai-dži, zgrajen kot sedež mreže templjev v vsaki od provinc, je najbolj ambiciozen verski kompleks, postavljen v zgodnjih stoletjih budističnega bogoslužja na Japonskem. Ustrezno je, da je 16,2-metrski Buda (dopolnjen leta 752), postavljen v glavni Budovi dvorani ali Daibucuden, Rušana Buda, figura, ki predstavlja bistvo Budovstva, tako kot je Tōdai-dži predstavljal središče za cesarsko sponzorirano Budizem in njegovo širjenje po Japonski. Preživelo je le nekaj fragmentov prvotnega kipa, sedanja dvorana in osrednji Buda pa sta rekonstrukciji iz obdobja Edo.
Okoli Daibucuden na rahlo nagnjenem pobočju so številne sekundarne dvorane: Hoke-dō (dvorana Lotosove sutre), s svojo glavno podobo, Fukukendžaku Kanon (不空羂索観音立像, najbolj priljubljena bodhisatva), izdelan iz suhega laka (krpa, namočena v lak in oblikovana preko lesene armature); Kaidan-in (戒壇院, posvečena dvorana) s čudovitimi glinenimi kipi štirih kraljev varuhov in skladišče, imenovano Šoso-in. Ta zadnja stavba je velikega pomena kot umetnostnozgodovinski zaklad, saj so v njej shranjeni pripomočki, ki so bili uporabljeni pri obredu posvetitve templja leta 752, obredu odpiranja oči za podobo Rušana, pa tudi vladni dokumenti in številni posvetni dokumenti, predmeti v lasti cesarske družine.
Čoukin (ali čōkin), umetnost graviranja ali kiparjenja v kovino, naj bi se začela v obdobju Nara.

### Umetnost obdobja Heian
Leta 794 je bilo glavno mesto Japonske uradno preneseno v Heian-kjo (današnji Kjoto), kjer je ostalo do leta 1868. Izraz obdobje Heian se nanaša na leta med 794 in 1185, ko je bil Šogunat Kamakura ustanovljen ob koncu Genpejske vojne. Obdobje je nadalje razdeljeno na zgodnji Heian in pozni Heian ali obdobje Fudživara, ključni datum pa je 894, leto, ko so bila cesarska veleposlaništva na Kitajskem uradno ukinjena.
Zgodnja umetnost Heian: kot odziv na naraščajoče bogastvo in moč organiziranega budizma v Nari je duhovnik Kukai (najbolj znan po svojem posmrtnem naslovu Kōbō Daiši, 774–835) odpotoval na Kitajsko, da bi študiral šingon, obliko budizma Vadžrajana, ki jo je uveden na Japonsko leta 806. V jedru čaščenja šingona so mandale, diagrami duhovnega vesolja, ki so nato začele vplivati na zasnovo templjev. Tudi japonska budistična arhitektura je prevzela stupo, prvotno indijsko arhitekturno obliko, v svoji pagodi v kitajskem slogu.
Templji, postavljeni za to novo sekto, so bili zgrajeni v gorah, daleč stran od dvora in laikov v prestolnici. Nepravilna topografija teh območij je prisilila japonske arhitekte, da so ponovno razmislili o problemih gradnje templjev in pri tem izbrali bolj avtohtone elemente oblikovanja. Strehe iz cipresovega lubja so nadomestile strehe iz keramičnih ploščic, lesena tla so bila uporabljena namesto zemljinih tal, pred glavnim svetiščem pa je bil dodan ločen bogoslužni prostor za laike.
Tempelj, ki najbolje odraža duh zgodnjih templjev Heian šingon, je Murō-dži (začetek 9. stoletja), postavljen globoko v nasad cipres na gori jugovzhodno od Nare. Lesena podoba (tudi zgodnje 9. stoletje) Šakjamunija, zgodovinskega Bude, zaklenjena v sekundarni stavbi v Murō-džiju, je značilna za zgodnje heiansko kiparstvo s svojim masivnim telesom, ki ga pokrivajo debele gube draperije, izrezljane v honpa-šiki (valoviti val) in njegov strog, umaknjen obrazni izraz.
Umetnost Fudživara: v obdobju Fudživara je postal priljubljen budizem Čiste dežele, ki je ponujal enostavno rešitev z vero v Amido (Buda zahodnega raja). To obdobje je poimenovano po družini Fudživara, takrat najmočnejši v državi, ki je vladala kot regent cesarja in tako dejansko postala civilni diktator. Hkrati je kjotsko plemstvo razvilo družbo, posvečeno elegantnim estetskim prizadevanjem. Njihov svet je bil tako varen in lep, da si niso mogli predstavljati raja kot kaj dosti drugačnega. Ustvarili so novo obliko dvorane Buda, dvorano Amida, ki združuje posvetno z religioznim in hrani eno ali več podob Bude znotraj strukture, ki spominja na graščine plemstva.
Hō-ō-dō (Feniksova dvorana, dokončana 1053) v templju Bjodo-in v Udžiju jugovzhodno od Kjota, je primer dvoran Fudživara Amida. Sestavljena je iz glavne pravokotne strukture, ki jo obkrožata dva krilna hodnika v obliki črke L in zadnji hodnik, postavljen na robu velikega umetnega ribnika. V notranjosti je ena sama zlata podoba Amide (ok. 1053) nameščena na visoki ploščadi. Kip Amida je izdelal Jōčō, ki je uporabil nov kanon proporcev in novo tehniko (josegi), v kateri je več kosov lesa izrezljanih kot školjke in združenih od znotraj. Na stenah dvorane so majhne reliefe nebesnikov, za katere se verjame, da so spremljali Amido, ko se je spustil iz zahodnega raja, da bi zbral duše vernikov v trenutku smrti in jih prepeljal v lotosovih cvetovih v raj. Slike Raigō (来迎, »prijazen pristop«) na lesenih vratih Hō-ō-dō, ki prikazujejo sestop Bude Amide, so zgodnji primer japonskega stilskega slikarstva jamato-e (大和絵) in vsebujejo prikaze pokrajine okoli Kjota.
E-maki: v zadnjem stoletju obdobja Heian je v ospredje prišel horizontalni, ilustrirani pripovedni ročni zvitek, znan kot e-maki (絵巻, dobesedno »slikovni zvitek«). Znana ilustrirana Zgodba o Gendžiju, Gendži Monogatari Emaki, ki izvira iz približno leta 1130, predstavlja najzgodnejši ohranjeni ročni zvitek jamato-e in eno od vrhuncev japonskega slikarstva. Roman, ki ga je okoli leta 1000 napisala Murasaki Šikibu, dvorna dama cesarice Šōši, se ukvarja z življenjem in ljubeznimi Gendžija ter svetom dvora Heian po njegovi smrti. Umetniki različice e-maki iz 12. stoletja so zasnovali sistem slikovnih konvencij, ki vizualno prenašajo čustveno vsebino vsakega prizora. V drugi polovici stoletja se je uveljavil drugačen, živahnejši slog kontinuirane pripovedne ilustracije. Ban Dainagon Ekotoba (伴大納言絵詞, "Zgodba o velikem ministru Banu") (pozno 12. stoletje), zvitek, ki se ukvarja s spletkami na dvoru, poudarja figure v aktivnem gibanju, upodobljene s hitro izvedenimi potezami s čopičem in tankimi, a živahnimi barvami.
E-maki so tudi nekateri najzgodnejši in največji primeri slogov slikanja otoko-e (»moške slike«) in ona-e (»ženske slike«). Med obema slogoma je veliko drobnih razlik, ki ustrezajo estetskim željam obeh spolov. Morda pa so najlažje opazne razlike v vsebini. Ona-e, ki ga pooseblja Zgodba o Gendžiju, se običajno ukvarja z dvornim življenjem, zlasti z dvornimi damami in z romantičnimi temami. Otoko-e je pogosto zapisoval zgodovinske dogodke, predvsem bitke. Obleganje palače Sandžō (1160), prikazano v razdelku »Nočni napad na palačo Sandžō« v ročnem zvitku Heidži Monogatari, je znan primer tega sloga.

### Umetnost obdobja Kamakura
Leta 1180 je izbruhnila vojna med dvema najmočnejšima bojevniškima klanoma: Taira in Minamoto; pet let kasneje je Minamoto zmagal in v obmorski vasi Kamakura vzpostavil de facto sedež vlade, kjer je ostal do leta 1333. S prehodom moči s plemstva na bojevnike je morala umetnost zadovoljiti novo občinstvo: možje, predani veščinam vojskovanja, duhovniki, ki so se zavzemali za to, da bodo budizem dali na voljo nepismenim prebivalcem, ter konservativci, plemstvo in nekateri člani duhovništva, ki so obžalovali upadajočo moč dvora. Tako so za umetnost obdobja Kamakura značilni realizem, trend popularizacije in klasična oživitev. V obdobju Kamakura sta Kjoto in Nara ostala središči umetniške produkcije in visoke kulture.
Kiparstvo: Šola kiparjev Kei, zlasti Unkei, je ustvarila nov, bolj realističen slog kiparstva. Dve sliki varuha Niō (1203) v Velikih južnih vratih Todai-dži v Nari ponazarjata Unkeijev dinamičen nadrealistični slog. Podobe, visoke približno 8 m, so bile izklesane iz več blokov v obdobju približno treh mesecev, kar kaže na razvit studijski sistem obrtnikov, ki delajo pod vodstvom mojstra kiparja. Unkeijeve večbarvne lesene skulpture (1208, Kofuku-dži, Nara) dveh indijskih modrecev, Mučakuja in Sešina, legendarnih ustanoviteljev sekte Hosō, so med najbolj dovršenimi realističnimi deli tega obdobja; kot jih je predstavil Unkei, so izjemno individualizirane in verjetne podobe. Eno najbolj znanih del tega obdobja je Triada Amitabha (dokončana leta 1195) v Džōdo-dži v Ono, ki jo je ustvaril Kaikei, Unkeijev naslednik.
Kaligrafija in slikarstvo: Kegon Engi Emaki, ilustrirana zgodovina ustanovitve sekte Kegon, je odličen primer trenda popularizacije v slikarstvu Kamakura. Sekta Kegon, ena najpomembnejših v obdobju Nara, je imela težke čase med prevlado sekt Čiste dežele. Po genpejski vojni (1180–1185) je duhovnik Mjōe iz Kōzan-džija skušal oživiti sekto in zagotoviti zatočišče za ženske, ki so zaradi vojne ovdovele. Žene samurajev so bile odvračane od učenja več kot o zlogovnem sistemu za prepisovanje zvokov in idej (glej kana) in večina jih ni znala brati besedil, ki so uporabljala kitajske ideografe (kandži).
Tako Kegon Engi Emaki združuje odlomke besedila, napisanega z največ lahko berljivimi zlogi in ilustracije, ki imajo ob zvočnikih izpisan dialog med liki, kar je tehnika primerljiva s sodobnimi stripi. Zgodba e-maki, življenja dveh korejskih duhovnikov, ki sta ustanovila sekto Kegon, je hitra in polna fantastičnih podvigov, kot je potovanje v palačo oceanskega kralja in pretresljiva zgodba o mami.
Delo v bolj konservativnem duhu je ilustrirana različica dnevnika Murasaki Šikibu. E-maki različice tega romana so še naprej nastajale, vendar je plemstvo, ki je bilo naklonjeno novemu zanimanju za realizem, vendar nostalgično za preteklimi dnevi bogastva in moči, oživilo in ilustriralo dnevnik, da bi ponovno ujelo sijaj avtoričinih časov. Eden najlepših odlomkov ponazarja epizodo, v kateri Murasaki Šikibu dva mlada dvorjana igrivo držita ujetnico v svoji sobi, medtem ko tik zunaj sije mesečina na mahovitih bregovih potoka v cesarskem vrtu.

### Muromači umetnost
V obdobju Muromači (1338–1573), imenovanem tudi obdobje Ašikaga, se je v japonski kulturi zgodila globoka sprememba. Klan Ašikaga je prevzel nadzor nad šogunatom in preselil svoj sedež nazaj v Kjoto, v okrožje Muromači. Z vrnitvijo vlade v prestolnico so se trendi popularizacije obdobja Kamakura končali in kulturni izraz je dobil bolj aristokratski, elitističen značaj. Zen budizem, sekta Čan, za katero se tradicionalno domneva, da je bila ustanovljena na Kitajskem v 6. stoletju, je bila drugič predstavljena na Japonskem in se je ukoreninila.
Slikarstvo: zaradi posvetnih podvigov in trgovskih misij na Kitajsko, ki so jih organizirali zenovski templji, je bilo veliko kitajskih slik in umetniških predmetov uvoženih na Japonsko in so močno vplivali na japonske umetnike, ki so delali za zenovske templje in šogunat. Ne samo, da je ta uvoz spremenil vsebino slikanja, ampak je spremenil tudi uporabo barve; svetle barve jamato-e so se umaknile enobarvnosti slikanja v kitajski maniri, kjer so bile slike na splošno samo črno-bele ali različni toni ene črne barve.
Za zgodnje slikarstvo obdobja Muromači je značilna upodobitev duhovnika-slikarja Kaoa (aktiven v začetku 15. stoletja) legendarnega meniha Kensuja (kitajsko Hsien-tzu) v trenutku, ko je dosegel razsvetljenje. Ta vrsta slikanja je bila izvedena s hitrimi potezami čopiča in z minimalnimi detajli. Lovljenje soma z bučo (začetek 15. stoletja, Taizō-in, Mjōšin-dži, Kjoto), duhovnika in slikarja Džosecuja (aktiven okoli 1400), pomeni prelomnico v slikarstvu Muromači. Prvotno narejena za nizko stoječi zaslon, je bila ponovno nameščena kot viseči zvitek z napisi sodobnih osebnosti zgoraj, od katerih eden navaja, da je slika v »novem slogu«. V ospredju je upodobljen moški na bregu potoka, ki drži majhno bučo in gleda velikega spolskega soma. Megla napolnjuje sredino, gore v ozadju pa se zdijo daleč v daljavi. Na splošno se domneva, da se »novi slog« slike, narejen okoli leta 1413, nanaša na bolj kitajski občutek globokega prostora znotraj ravnine slike.
Najpomembnejša umetnika obdobja Muromači sta bila duhovnika-slikarja Tenšo Šubun in Sesšu Tojo. Šūbun, menih v kjotskem templju Šokoku-dži, je na sliki Branje v bambusovem gaju (1446) ustvaril realistično pokrajino z globokim umikom v vesolje. Sesšū je za razliko od večine umetnikov tega obdobja lahko odpotoval na Kitajsko in študiral kitajsko slikarstvo pri njegovem izvoru. Pokrajina štirih letnih časov (Sansui Čokan; ok. 1486) je eno Sesšujevih najbolj dovršenih del, ki prikazuje neprekinjeno pokrajino skozi štiri letne čase.

### Umetnost obdobja Azuči-Momojama
V obdobju Azuči–Momojama (1573–1603) je zaporedje vojaških voditeljev, kot so Oda Nobunaga, Tojotomi Hidejoši in Tokugava Iejasu, poskušalo na Japonsko prinesti mir in politično stabilnost po obdobju skoraj 100 let trajajočega vojskovanja. Oda, manjši poglavar, je pridobil zadostno moč, da je leta 1568 de facto prevzel nadzor nad vlado in pet let pozneje izrinil zadnjega šoguna Ašikaga. Hidejoši je prevzel poveljstvo po Odovi smrti, vendar je njegove načrte za vzpostavitev dednega vladanja prekrižal Iejasu, ki je leta 1603 ustanovil šogunat Tokugava.
Slikarstvo: najpomembnejša slikarska šola v obdobju Momoyama je bila šola Kanō, največja inovacija tega obdobja pa je bila formula, ki jo je razvil Kanō Eitoku, za ustvarjanje monumentalnih krajin na drsnih vratih, ki obdajajo sobo. Okras glavne sobe, ki gleda na vrt Džukō-ina, podtempelj Daitoku-dži (zenovskega templja v Kjotu), je morda najboljši ohranjeni primer Eitokujevega dela. Ogromno drevo ume in dvojni borovci so upodobljeni na parih drsnih paravanov v diagonalno nasprotnih vogalih, njihova debla ponavljajo navpičnice vogalnih stebrov, njihove veje pa se raztezajo levo in desno ter združujejo sosednje plošče. Eitokujev zaslon, Kitajski levi, prav tako v Kjotu, razkriva drzen, živobarven slog slikanja, ki ga imajo najraje samuraji.
Hasegava Tōhaku, sodobnik Eitokuja, je razvil nekoliko drugačen in bolj dekorativen slog za velika platna. V svojem delu Maple Screen (楓図), ki je zdaj v templju Čišaku-in (智積院), Kjoto, je postavil deblo drevesa v sredino in razširil krake skoraj do roba kompozicije, kar je ustvarilo bolj plosko, manj arhitekturno delo kot Eitoku, a vizualno čudovito sliko. Njegovo šestkratno platno, Borov gozd (松林図), je mojstrsko upodabljanje gozdička dreves, ovitih v meglico, z enobarvnim črnilom.

### Umetnost obdobja Edo
Šogunat Tokugava je leta 1603 pridobil nesporen nadzor nad vlado z zavezo, da bo v državo prinesel mir ter gospodarsko in politično stabilnost; v veliki meri je bil uspešen. Šogunat je preživel do leta 1867, ko je bil prisiljen odstopiti, ker se ni spopadel s pritiskom zahodnih držav, da bi državo odprli tuji trgovini. Ena od prevladujočih tem v obdobju Edo je bila represivna politika šogunata in poskusi umetnikov, da bi se izognili tem omejitvam. Najpomembnejša od teh je bila zapiranje države za tujce in opremo njihovih kultur ter uvedba strogih kodeksov vedenja, ki so vplivali na vse vidike življenja, oblačila, ki jih nekdo nosi, osebo, s katero se je poročil in dejavnosti, ki bi jih lahko ali ne smeli zasledovati.
V prvih letih obdobja Edo pa še ni bilo čutiti polnega vpliva politik Tokugave in nastalo je nekaj najboljših japonskih izrazov v arhitekturi in slikarstvu: Cesarska vila Kacura v Kjotu in slike Tavaraja Sōtacuja, pionirja šole Rinpa.
Tisk z lesenimi bloki: tisk z lesenimi bloki je bil prvotno uporabljen za prevajanje budističnih svetih spisov v 8. stoletju na Japonskem. Grafika je sestavljena iz graviranja podob ali slik na kos lesa, ki se nato pritisne na kos papirja. V 8. stoletju je leseni blok veljal za priročno metodo reprodukcije natisnjenega besedila, dokler nadaljnje inovacije niso omogočile prevajanja barve na papir ali bolj znane kot grafike nišik-e. Tisk z lesenimi bloki je bil pogost način tiskanja od 11. do 19. stoletja. Nišiki-e grafike so uporabili za izdelke, kot so koledarji, ki so jih v obdobju Edo običajno prodajali premožnim članom družbe. V obdobju Edo so te grafike upodabljale dogodke in prizore pomembnih akterjev. Ukijo-e je bila nato povezana s tiskom na lesene bloke v zgodnjem obdobju Edo. Te slike so prikazovale vsakdanje življenje uglednih članov družbe. Ukijo se je najprej začel kot ročno izdelani zvitki, ki so prikazovali življenje običajnega prebivalca.
Arhitektura: Cesarska palača Kacura, zgrajena v imitaciji Gendžijeve palače, vsebuje skupino stavb šoin, ki združujejo elemente klasične japonske arhitekture z inovativnimi prenovami. Celoten kompleks obdaja čudovit vrt s sprehajalnimi potmi. Številni močni daimjoji (fevdalni gospodje) so zgradili japonski vrt v slogu obhoda na podeželju in tekmovali za lepoto.
Slikarstvo: Sōtacu je razvil vrhunski dekorativni slog s poustvarjanjem tem iz klasične literature z uporabo briljantno obarvanih figur in motivov iz naravnega sveta, postavljenih na ozadje z zlatimi lističi. Eno njegovih najboljših del je par paravanov Valovi v Macušimi v galeriji Freer v Washingtonu, D. C. Stoletje kasneje je Kōrin predelal Sōtacujev slog in ustvaril vizualno čudovita dela, edinstvena zanj. Morda so njegova najboljša platna Rdeči in beli cvetovi sliv.
Kiparstvo: budistični menih Enkū je izklesal 120.000 budističnih podob v grobem, individualnem slogu.
Ukijo-e in nanga (bundžinga): Umetniška šola, ki je najbolj znana na Zahodu, je šola ukijo-e slika in grafika tiskana z lesenimi bloki, svet kabuki gledališča in okrožja užitkov. Grafike ukijo-e so začeli izdelovati v poznem 17. stoletju; leta 1765 je Harunobu izdelal prvi polikromirani tisk. Oblikovalci grafike naslednje generacije, vključno s Tori Kijonago in Utamarom, so ustvarili elegantne in včasih pronicljive upodobitve kurtizan.
V 19. stoletju sta prevladovala Hokusai in Utagava Hirošige, slednji ustvarjalec romantičnih in nekoliko sentimentalnih krajinskih grafik. Nenavadni koti in oblike, skozi katere je Hirošige pogosto gledal pokrajino, ter delo Kijonage in Utamara s poudarkom na ravnih ravninah in močnih linearnih obrisih so močno vplivali na zahodne umetnike, kot sta Edgar Degas in Vincent van Gogh. Preko umetniških del, ki jih hranijo v zahodnih muzejih, so ti isti grafiki pozneje močno vplivali na podobe in estetske pristope zgodnjih modernističnih pesnikov, kot so Ezra Pound, Richard Aldington in H.D.
Slikarska šola, sodobna ukijo-eju, je bila nanga ali bundžinga, slog, ki temelji na slikah kitajskih učenjakov-slikarjev. Tako kot so se umetniki ukijo-e odločili upodabljati figure iz življenja zunaj omejitev šogunata Tokugava, so se umetniki bundžin obrnili na kitajsko kulturo. Primeri tega sloga so Ike no Taiga, Josa Buson, Tanomura Čikuden in Jamamoto Baiicu (山本梅逸).
Keramika 
Tradicionalni, večinoma lončarski slogi so se nadaljevali v mnogih delih Japonske, vendar se je japonska keramika preoblikovala okoli začetka obdobja Edo zaradi velikega priliva korejskih lončarjev, ki so jih ujeli ali prepričali, da so se izselili med japonskimi vdori v Korejo leta 1590. Mnogi od teh so bili naseljeni na južnem otoku Kjušu in so s seboj prinesli izkušnje različic kitajske peči s komorami, imenovane noborigama na Japonskem, ki je omogočala visoke temperature z natančnejšim nadzorom. Okoli leta 1620 so odkrili nahajališča kaolinita in prvič na Japonskem začeli izdelovati porcelan. Zgodnji izdelki (imenovani »zgodnji imari«) so bili razmeroma majhni in so posnemali kitajski modri in beli porcelan pod glazuro, ki ga je Japonska nekaj časa uvažala.
Industrija porcelana se je močno razširila v poznih 1650-ih, ko je propad kitajske industrije zaradi državljanske vojne povzročil zelo velika naročila kitajskih trgovcev in Nizozemske vzhodnoindijske družbe, do takrat pa so trgovci lahko poslovali le na Japonskem. Prvo veliko obdobje japonskega izvoznega porcelana je trajalo približno do leta 1740 in velika večina japonskega porcelana je bila izdelana za izvoz, predvsem v Evropo, pa tudi v islamski svet zahodno in južno od Japonske.
- Ko-Kutani (stari Kutani) petbarvna posoda za sake tipa iroe z motivom ptic in rož v predglaziranem emajlu, obdobje Edo, 17. stoletje
- Posoda Ko-Imari, 1700–1740

 Lakirani predmeti 
Z razvojem gospodarstva in kulture se je izboljšala likovna kakovost lakiranega pohištva. Honami Kōecu in Ogata Kōrin sta prenesla modele slikarske šole Rinpa v lakirane izdelke. Po sredini obdobja Edo so začeli škatlice inro kot prenosne posode za zdravila čudovito krasiti z maki-e in raden tehnikama; slog je postal priljubljen med razredom samurajev in bogatimi trgovci v razredu čōnin, ob koncu obdobja Edo pa se je spremenil iz praktičnih dodatkov v umetniške zbirke. Izvoz lakiranih izdelkov se je nadaljeval po obdobju Azuči-Momojama. Marija Antoaneta in Marija Terezija sta v tem obdobju znani kot zbirateljici japonskih lakiranih izdelkov.
- Inro in necuke, 18. stoletje
- Lakirana škatla za pisanje s perunikami pri Jacuhaši, avtor Ogata Kōrin. Nacionalni zaklad

### Predvojna umetnost
Ko je japonski cesar leta 1868 ponovno prevzel oblast, so Japonsko ponovno napadle nove in tuje oblike kulture. V predvojnem obdobju je uvedba zahodnih kulturnih vrednot povzročila dihotomijo v japonski umetnosti, pa tudi v skoraj vseh drugih vidikih kulture, med tradicionalnimi vrednotami in poskusi podvajanja in asimilacije različnih nasprotujočih si novih idej. Ta razcep je ostal očiten tudi v poznem 20. stoletju, čeprav je takrat že prišlo do številnih sintez, ki so ustvarile mednarodno kulturno ozračje in spodbudile sodobno japonsko umetnost k vedno bolj inovativnim oblikam.
Vlada se je dejavno zanimala za izvozni trg umetnin in promovirala japonsko umetnost na vrsti svetovnih sejmov, začenši s [[Svetovna razstava, Dunaj 1873|svetovno razstavo na Dunaju leta 1873. Poleg izdatnega financiranja razstav je vlada prevzela aktivno vlogo pri organizaciji predstavitve japonske kulture svetu. Ustanovila je delno javno podjetje — Kiricu Košo Kaiša (Prvo industrijsko proizvodno podjetje) — za promocijo in komercializacijo izvoza umetnosti in ustanovila Hakurankai Džimukjoku (Razstavni urad) za vzdrževanje standardov kakovosti. Za mednarodno razstavo ob stoletnici leta 1876 v Filadelfiji je japonska vlada ustanovila Urad za stoletnico in poslala posebnega odposlanca, da zagotovi prostor za 30.000 predmetov, ki bodo prikazani. Cesarska hiša se je prav tako aktivno zanimala za umetnost in obrt, naročala je dela (»predstavitvene izdelke«) kot darila za tuje dostojanstvenike. Leta 1890 je bil ustanovljen sistem Teišicu Gigein (Umetnik cesarskemu gospodinjstvu) za priznanje uglednih umetnikov; sedemdeset jih je bilo imenovanih od 1890 do 1944. Med njimi so bili slikar in umetnik laka Šibata Zešin, keramičar Makuzu Kōzan, slikar Hašimoto Gahō in umetnik cloisonne emajla Namikava Jasujuki.
- Bjōbu (zložljivi zaslon) Zmaj in tiger (竜虎図) levi del, 1895, avtor Hašimoto Gahō
- Bjōbu Zmaj in tiger desni del, 1895, avtor Hašimoto Gahō

Ko je postal priljubljen uvoz iz Zahoda, je povpraševanje po japonski umetnosti upadlo znotraj same Japonske. V Evropi in Ameriki je nova dostopnost japonske umetnosti povzročila navdušenje nad japonsko kulturo; norost, v Evropi znana kot japonizem. Cesarsko pokroviteljstvo, vladno sponzorstvo, promocija novemu občinstvu in zahodna tehnologija so skupaj spodbudili obdobje japonskih umetniških inovacij. V dekorativni umetnosti so japonski umetniki dosegli nove ravni tehnične prefinjenosti.
Danes ima Masajuki Murata v lasti več kot 10.000 umetniških del Meidži in je eden najbolj navdušenih zbirateljev. Od takrat so večino odličnih del umetnosti Meidži odkupili tuji zbiralci in le nekaj jih je ostalo na Japonskem, a ker je odkupil veliko del iz tujine je Kijomizu Sannenzaka odprl muzej. Študija in prevrednotenje umetnosti obodbja Meidži je na Japonskem po 21. stoletju hitro napredovalo. Nasser Khalili je tudi eden najbolj predanih svetovnih zbirateljev umetnosti Meidži, njegova zbirka pa zajema številne kategorije umetnosti. Tudi Japonska cesarska družina ima odlična dela umetnosti Meidži, od katerih so bila nekatera podarjena državi in so zdaj shranjena v Muzeju cesarskih zbirk.

#### Arhitektura in vrtna umetnost
Do zgodnjega 20. stoletja so bile evropske umetniške oblike dobro predstavljene kar je ustvarilo pomembne stavbe, kot sta tokijska železniška postaja in stavba Narodnega parlamenta, ki obstajata še danes. Tokijska postaja,je stavba arhitekture Gijōfū, polna opek in psevdoevropskega sloga. Ta slog gradnje je bil razširjen v mestnih območjih.
Veliko umetniških novih japonskih vrtov je zgradil Jihei Ogava.

#### Slikarstvo
Prvi odgovor Japoncev na zahodne umetniške oblike je bilo odprto sprejemanje in leta 1876 je bila odprta Tehnološka umetniška šola (工部美術学校), ki je zaposlovala italijanske inštruktorje za poučevanje zahodnih metod. Drugi odgovor je bil v nasprotni smeri, ki sta ga vodila Okakura Kakuzō in Američan Ernest Fenollosa, ki sta spodbujala japonske umetnike, naj ohranijo tradicionalne teme in tehnike, hkrati pa ustvarjajo dela, ki so bolj v skladu s sodobnim okusom. To je bila strategija, ki je sčasoma služila razširitvi vpliva japonske umetnosti po svetu v letih pred prvo svetovno vojno. Iz teh dveh polov umetniške teorije – ki izhajata iz Evrope oziroma vzhodne Azije – sta se razvili joga (»slikarstvo v zahodnem slogu«) in nihonga (»japonsko slikarstvo«), kategoriji, ki sta ohranili veljavo.

#### Emajl
V dobi Meidži je japonski cloisonne emajl dosegel tehnični vrhunec in izdeloval predmete, ki so bili naprednejši od vseh, ki so obstajali prej. Obdobje od 1890 do 1910 je bilo znano kot »zlata doba« japonskih emajlov. Umetniki so eksperimentirali s pastami in postopkom žganja, da bi izdelali vedno večje bloke emajla, z manj potrebo po cloisonne (obdajajočih kovinskih trakovih). Tako so emajli postali bolj slikovni medij z vzorci, podobnimi tradicionalnim slikam ali kopiranimi iz njih. Priljubljeni so postali emajli z dizajnom, edinstvenim za Japonsko, v katerem so bile kot teme uporabljene rože, ptice in žuželke. Zlasti dela Namikava Jasujukija in Namikava Sōsukeja so bila razstavljena na svetovnih razstavah in prejela številne nagrade. Poleg obeh Namikav je podjetje Ando Cloisonné Company proizvedlo veliko visokokakovostnega cloisonneja. Japonski emajli so zaradi novih dosežkov v oblikovanju in barvanju veljali za nedosegljive.

#### Lakirani predmeti
V obdobju Meidži se je znova začelo zanimanje za lak, saj so umetniki razvijali nove modele in eksperimentirali z novimi teksturami in zaključki. Maki-e (okraševanje laka z zlatim ali srebrnim prahom) je bila najpogostejša tehnika za kakovostne lakirane izdelke v tem obdobju. Šibata Zešin je bil laker, ki si je pridobil velik ugled s svojimi deli od obdobja Bakumacu do obdobja Meidži. Lakirana posoda, imenovana Šibajama in Somada, ustvarjena v obdobju Edo, je postala priljubljena zaradi svojega razkošnega sloga, intarziranega z zlatom, srebrom, školjkami, slonovino ter pisano kovino in steklom, in je v tem obdobju dosegla svoj vrhunec. Lakirani predmeti iz japonskih delavnic so bili priznani kot tehnično boljši od tistega, kar bi lahko proizvedli kjerkoli drugje na svetu.

#### Kovinski predmeti
Na začetku dobe Meidži je bilo japonsko kovinarstvo zunaj države skoraj popolnoma neznano, za razliko od laka in porcelana, ki sta bila prej izvažana. Obdelava kovin je bila povezana z budistično prakso, na primer pri uporabi brona za tempeljske zvonove in kadilne kotle, zato je bilo manj priložnosti za kovinarje, ko je bil budizem izpodrinjen kot državna vera. Mednarodne razstave so japonski uliti bron prinesle novemu tujemu občinstvu in pritegnile veliko pohval. Pretekla zgodovina samurajskega orožja je japonske kovinarje opremila za ustvarjanje kovinskih zaključkov v široki paleti barv. S kombiniranjem in dodelavo bakra, srebra in zlata v različnih razmerjih so ustvarili posebne zlitine, vključno z šakudō in šibuiči. S to raznolikostjo zlitin in zaključkov je lahko umetnik dal vtis barvne dekoracije.

#### Slonovina
V obdobju Meidži so se japonska oblačila začela zgledovati po Zahodu in število ljudi, ki so nosili kimono, se je zmanjšalo, zato so obrtniki, ki so izdelovali necuke in kiseru iz slonovine in lesa, izgubili povpraševanje. Zato so poskušali ustvariti novo področje, skulpture iz slonovine za notranjo dekoracijo, številna dovršena dela pa so bila izvožena v tuje države ali pa jih je kupila cesarska družina. Zlasti dela Išikava Komeija in Asahija Gjokuzana so bila hvaljena na Japonskem.

#### Porcelan in fajansa
Tehnične in umetniške inovacije obdobja Meidži so porcelan spremenile v eno mednarodno najuspešnejših japonskih oblik dekorativne umetnosti. Posode Sacuma (薩摩焼, Sacuma-jaki) je bilo prvotno ime za keramiko iz province Sacuma, bogato okrašeno s pozlato in emajlom. Ti izdelki so bili na Zahodu zelo cenjeni. Ta slog, ki ga na Zahodu vidijo kot izrazito japonskega, je dejansko veliko dolgoval uvoženim pigmentom in zahodnim vplivom ter je bil ustvarjen z mislijo na izvoz. Delavnice v mnogih mestih so tekmovale, da bi izdelale ta slog, da bi zadovoljile povpraševanje iz Evrope in Amerike, pogosto hitro in poceni. Tako se izraz »posoda Sacuma« ni povezal s krajem izvora, ampak z izdelki nižje kakovosti, ustvarjenimi izključno za izvoz. Kljub temu sta umetnika, kot sta Jabu Meizan in Makuzu Kōzan, ohranila najvišje umetniške standarde, hkrati pa uspešno izvažala. Od leta 1876 do 1913 je Kōzan osvojil nagrade na 51 razstavah, vključno s Svetovno razstavo in Državno industrijsko razstavo.

#### Tekstil
Izdaja Enciklopeija Britannica iz leta 1902 je zapisala: »V nobeni veji uporabne umetnosti japonski dekorativni genij ne kaže privlačnejših rezultatov kot pri tekstilnih tkaninah in v nobeni ni bilo v zadnjih letih vidnejšega napredka.« V Kjotu so nastajala zelo velika, barvita slikovna dela. Vezenje je postalo samostojna umetniška oblika, ki je sprejela vrsto slikovnih tehnik, kot sta chiaroscúro in zračna perspektiva.

## Sodobna umetnost na Japonskem
Japonska sodobna umetnost ima toliko oblik in izraža toliko različnih idej kot svetovna sodobna umetnost na splošno. Sega od oglasov, animejev, video iger in arhitekture, kot je bilo že omenjeno, do kiparstva, slikarstva in risbe v vseh njihovih neštetih oblikah. Japonski umetniki so posebej opazno prispevali k svetovni sodobni umetnosti na področju arhitekture, video iger, grafičnega oblikovanja, mode in morda predvsem animacije. Medtem ko so anime sprva izhajali predvsem iz zgodb o mangah, je danes na pretek raznolikih animejev in številni umetniki in studii so kot umetniki dosegli veliko slavo; Hajao Mijazaki ter umetniki in animatorji Studia Ghibli na splošno veljajo za enega najboljših, ki jih lahko ponudi svet animejev.
Obenem mnogi japonski umetniki še naprej uporabljajo tradicionalne japonske umetniške tehnike in materiale, podedovane iz predmodernih časov, kot so tradicionalne oblike japonskega papirja in keramike ter slikanje s črnim in barvnim črnilom na papir ali svilo. Nekatera od teh umetniških del prikazujejo tradicionalne teme v tradicionalnih slogih, medtem ko druga raziskujejo nove in drugačne motive in sloge ali ustvarjajo hibride tradicionalnih in sodobnih umetniških oblik z uporabo tradicionalnih medijev ali materialov. Spet drugi se izogibajo domačim medijem in slogom ter sprejemajo zahodne oljne barve ali številne druge oblike.
V kiparstvu velja enako; nekateri umetniki se držijo tradicionalnih načinov, nekateri to počnejo s sodobnim pridihom, nekateri pa izberejo zahodne ali povsem nove načine, sloge in medije. Jo Akijama je le eden izmed mnogih sodobnih japonskih kiparjev. Ukvarja se predvsem z glino in keramiko, pri čemer ustvarja dela, ki so zelo preprosta in enostavna, kot da so ustvarjena iz same zemlje. Drugi kipar je z uporabo železa in drugih sodobnih materialov zgradil veliko moderno umetniško skulpturo v izraelskem pristaniškem mestu Haifa, imenovano Hanabi (Ognjemet). Nahoko Kodžima je sodobna umetnica Kirie, ki je uvedla tehniko Paper Cut Sculpture, ki visi v 3D.
Takaši Murakami je nedvomno eden najbolj znanih japonskih sodobnih umetnikov v zahodnem svetu. Murakami in drugi umetniki v njegovem studiu ustvarjajo dela v slogu, ki ga navdihuje anime, ki ga je poimenoval superflat. Njegova dela imajo številne oblike, od slik do kipov, nekateri so resnično ogromni. Toda večina, če ne vsi, zelo jasno kažejo ta anime vpliv z uporabo svetlih barv in poenostavljenih podrobnosti.
Jajoi Kusama, Jošitomo Nara, Hiroši Sugimoto, Čiharu Šiota, Daidō Morijama, Mariko Mori, Aja Takano in Tabaimo veljajo za pomembne umetnike na področju sodobne japonske umetnosti. Skupina 1965, umetniški kolektiv, šteje med svoje člane sodobnega umetnika Makoto Aido.

## Uprizoritvene umetnosti
Številne tradicionalne oblike japonske glasbe, plesa in gledališča so preživele v sodobnem svetu in uživajo nekaj priljubljenosti zaradi ponovne identifikacije z japonskimi kulturnimi vrednotami. Tradicionalna glasba in ples, ki segata v starodavno versko uporabo – budistični, šintoistični in ljudski – sta se ohranila v dramskih predstavah gledališča Noh, Kabuki in bunraku. Starodavne dvorne glasbene in plesne oblike, ki izhajajo iz celinskih virov, so ohranili cesarski gospodinjski glasbeniki ter skupine templjev in svetišč. Nekatera najstarejša glasbila na svetu so bila na Japonskem v stalni uporabi od obdobja Džomon, kot kažejo najdbe kamnitih in glinenih piščali ter citer z dvema do štirimi strunami, ki so jim bili dodani kovinski zvončki in gongi iz obdobja Jajoi. ustvarjajo zgodnje glasbene ansamble. V zgodnjem zgodovinskem obdobju (6. do 7. stoletje) je obstajala vrsta velikih in malih bobnov, gongov, zvončkov, piščali in strunskih glasbil, kot sta uvožena mandolini podobna biva in ploščate citre s šestimi strunami, ki so se razvile v trinajststrunski koto. Ti inštrumenti so sestavljali orkestre celinske obredne dvorne glasbe (gagaku) iz 7. stoletja, ki je skupaj s spremljajočim bugaku (vrsta dvornega plesa) najstarejša oblika, ki se še vedno izvaja na cesarskem dvoru, starodavnih templjih in svetiščih. Budizem je uvedel ritmične napeve, ki se še vedno uporabljajo in ki podpirajo Šigin in ki so bili združeni z domačimi idejami, da bi podprli razvoj vokalne glasbe, kot je Noh.

## Estetski koncepti
Za japonsko umetnost so značilne edinstvene polarnosti. V keramiki prazgodovinskih obdobij je na primer razkošju sledila disciplinirana in prefinjena umetnost. Drug primer sta dve strukturi iz 16. stoletja, ki sta narazen: cesarska vila Kacura je vaja v preprostosti, s poudarkom na naravnih materialih, grobih in neobrezanih, ter afiniteto do lepote, doseženo po naključju; Nikō Tōšō-gū je togo simetrična struktura, polna živobarvnih reliefnih rezbarij, ki pokrivajo vse vidne površine. Japonska umetnost, ki ni cenjena samo zaradi svoje preprostosti, ampak tudi zaradi svojega barvitega razkošja, je močno vplivala na zahodno slikarstvo 19. stoletja in zahodno arhitekturo 20. stoletja.
Japonski estetski koncepti, ki izhajajo iz različnih kulturnih tradicij, so bili oblikovalni pri ustvarjanju edinstvenih umetniških oblik. Skozi stoletja se je razvila in izpopolnjevala široka paleta likovnih motivov, ki so bili prežeti s simbolnim pomenom. Kot biser so pridobile mnogoplastnost in visok lesk. Japonska estetika je ključ do razumevanja umetniških del, ki so zaznavno drugačna od tistih, ki prihajajo iz zahodne tradicije.
Znotraj vzhodnoazijske umetniške tradicije je bila Kitajska priznana učiteljica, Japonska pa predana učenka. Kljub temu je več japonskih umetnosti razvilo svoj slog, ki ga je mogoče razlikovati od različnih kitajskih umetnosti. Monumentalen, simetrično uravnotežen, racionalen pristop kitajskih umetniških oblik je v japonskih rokah postal miniaturiziran, nepravilen in subtilno sugestiven. Miniaturni skalnjaki, pomanjšane rastline (bonsaji) in ikebane (cvetlični aranžmaji), v katerih so izbranci predstavljali vrt, so bili tisočletja najljubše ukvarjanje prefinjenih aristokratov in ostali del sodobnega kulturnega življenja.
Diagonala, ki odseva naravni tok, namesto fiksnega trikotnika, je postala priljubljena konstrukcijska naprava, bodisi v slikarstvu, arhitekturi ali oblikovanju vrtov, plesnih korakih ali notah. Liha števila nadomeščajo soda števila v pravilnosti kitajskega glavnega vzorca, vlečenje na eno stran pa omogoča motivu, da obrne vogal tridimenzionalnega predmeta, kar daje kontinuiteto in gibanje, ki ju manjka v statični frontalni zasnovi. Japonski slikarji so v 12. stoletju uporabljali tehnike izrezovanja, bližnjega plana in zatemnitve v jamato-e ali japonskem slikanju zvitkov, kar je morda eden od razlogov, zakaj je sodobno filmsko ustvarjanje tako naravna in uspešna oblika umetnosti na Japonskem. Namesto neposredne izjave je uporabljen predlog; poševni poetični namigi ter aluzivne in nedokončne melodije in misli so se izkazali za frustrirajoče za zahodnjaka, ki je poskušal prodreti v pomene literature, glasbe, slikarstva in celo vsakdanjega jezika.
Japonci so takšne estetske ideje začeli opredeljevati v številnih evokativnih frazah vsaj do 10. ali 11. stoletja. Dvorna prefinjenost aristokratskega obdobja Heian se je razvila v elegantno preprostost, ki velja za bistvo dobrega okusa v podcenjeni umetnosti, imenovani šibui. Dva izraza, ki izhajata iz zen budističnih meditativnih praks, opisujeta stopnje umirjenosti: prvi je počitek, ki ga najdemo v skromni melanholiji (vabi), drugi pa spokojnost, ki spremlja uživanje umirjene lepote (sabi). Zen misel je prav tako prispevala k nagnjenju k združevanju nepričakovanega ali osupljivega, ki se uporablja za pretresanje zavesti proti cilju razsvetljenja. V umetnosti je bil ta pristop izražen v kombinacijah tako malo verjetnih materialov, kot je svinec, vložen v lak, in v konfliktnih poetičnih podobah. Nepričakovano humorne in mestoma groteskne podobe in motivi izhajajo tudi iz zenovske kōan (uganka). Čeprav je bila umetnost od obdobja Edo v glavnem sekularna, tradicionalna estetika in metode usposabljanja, ki na splošno izvirajo iz verskih virov, še naprej temeljijo na umetniških produkcijah.

## Druga literatura
- Marks, Andreas (2010). Japanese Woodblock Prints: Artist, Publishers and Masterworks 1680-1900. North Clarendon, VT: Tuttle Publishing. ISBN 9784805310557.
- Momoyama, Japanese art in the age of grandeur. New York: The Metropolitan Museum of Art. 1975. ISBN 9780870991257.
- Murase Miyeko (2000). Bridge of dreams: the Mary Griggs Burke collection of Japanese art. New York: The Metropolitan Museum of Art. ISBN 978-0870999413.
- Sato Yasuhiro (2020). The World of Ito Jakuchu: Classical Japanese Painter of All Things Great and Small in Nature. Tokyo: Japan Publishing Industry Foundation for Culture. ISBN 978-4-86658-135-4. Arhivirano iz prvotnega spletišča dne 7. junija 2021. Pridobljeno 23. oktobra 2022.
- Takashina Shuji (2018). The Japanese Sense of Beauty. Tokyo: Japan Publishing Industry Foundation for Culture. ISBN 978-4-86658-020-3. Arhivirano iz prvotnega spletišča dne 28. septembra 2021. Pridobljeno 23. oktobra 2022.
- Tsuji Nobuo (2019). History of Art in Japan. New York, NY: Columbia University Press. ISBN 9784130870603.
- (špansko in japonsko) Kato, Kauro [sic] (加藤 薫 Katō Kaoru) (Kanagawa University), translator: Saeko Yanagisawa. "Acercamiento a la influencia del movimiento muralista mexicano en el arte contemporáneo de Japón." (日本現代美術におけるメキシコ壁画運動の影響について, Archive) Crónicas. El Muralismo, Producto de la Revolución Mexicana, en América. National Autonomous University of Mexico. December 2008, No. 13, p. 237–264. Spanish: p. 237–255, Japanese: p. 256–264.